# No es hora de callar
No es hora de callar es una campaña iniciada en 2010 por la periodista colombiana Jineth Bedoya Lima. Ella fue secuestrada, torturada y violada el 25 de mayo del año 2000 por miembros de grupos paramilitares y, posteriormente, secuestrada junto con su fotógrafo en el año 2003 en la toma del municipio de Puerto Alvira, departamento del Meta por parte del desaparecido Grupo Al Margen de la Ley, hoy partido político Fuerzas Armadas Revolucionarias de Colombia-FARC. Sus objetivos principales son impulsar que las mujeres víctimas supervivientes de violencia sexual y en general de violencia de género, denuncien las agresiones. y visibilicen ante la opinión pública dichas problemáticas.
La campaña denuncia la impunidad sistemática en los casos de violencia sexual especialmente en el marco del conflicto armado y reclama la reparación de las víctimas; además de realizar ejercicios de construcción de paz y reconciliación enfocados a las mujeres víctimas de violencia sexual en el Conflicto armado interno de Colombia dentro de sus territorios a través de diferentes ejercicios simbólicos y artísticos, contando con el apoyo de medios internacionales como Discovery Networks Latin America, concretamente del canal Investigation Discovery. y el apoyo financiero y programático de la Organización No Gubernamental británica Oxfam Intermón. 
La iniciativa  en noviembre de 2017 con apoyo de la Universidad Central (Colombia) y la Casa Editorial El Tiempo inauguran en el programa de Comunicación Social y Periodismo de dicha institución el Primer Observatorio de Medios de Comunicación en temas de Violencia de Género creado en Colombia, que estudia el lenguaje utilizado en la descripción de casos de violencia sexual y cualquier tipo de estigmatización, revictimización o fallas en cuanto al enfoque de género.

## Historia
En septiembre del 2009, reconociendo su condición de víctima de secuestro, tortura y abuso sexual, ocurridos el 25 de mayo del 2000 mientras realizaba su trabajo, la periodista Jineth Bedoya Lima decidió hacer público su caso a partir de la invitación de Oxfam-Intermón para que fuera portavoz de la campaña ‘Violación y otras Violencias: saquen mi cuerpo de la guerra’.
El día que presentó su historia en España, el diario El País resaltó una frase en la que ella recordaba que “no era una opción guardar silencio”. De allí nació su campaña personal 'No es hora de callar'. Su testimonio impulsó que otras víctimas sobrevivientes se decidieran a hablar sobre sus casos y la afectación que el abuso deja en los cuerpos y las vidas de las mujeres.

## Objetivos
El objetivo de la campaña es denunciar la violencia sexual y su impunidad sistemática, hacer visible la violencia contra las mujeres, además de reivindicar la reparación de las víctimas.
"Si yo hablo eso da la posibilidad de que mi vecina hable, de que mi amiga hable, de que la señora que está en la calle hable, y vamos sumando la voz y va a llegar un momento en el que no vamos a ser voces aisladas sino un grito, y nos van a tener que oir, no solamente en Colombia sino en todo el mundo" explica Jineth Bedoya sobre la campaña.

## Apoyos
La campaña fue apoyada inicialmente por PNUD, ONU Mujeres, Intermon Oxfam, El Tiempo y el Fondo de Justicia Transnacional. Posteriormente se han sumado la Federación Colombiana de Fúltbol y la Dimayor además de la Liga femenina de futbol colombiano.
En la actualidad la campaña ha recorrido diversos países haciendo visible la violencia sexual en Colombia y logrando que distintos informes internacionales hablen de la precaria situación que afrontan las mujeres del país “Nuestros cuerpos fueron convertidos en armas de guerra”, denuncia Bedoya.

## Datos
- Jineth Bedoya Lima fue la primera mujer conocida en Colombia que se atrevió a contar que ella misma fue secuestrada y violada para visibilizar un problema que afecta a miles de mujeres en este país donde quedan en la impunidad en el 90% de los casos.[7]
- El Estado colombiano ha reconocido 6,9 millones de víctimas del conflicto, entre ellas 3,4 millones de mujeres. Dentro de los registros hay 6.900 víctimas de violencia sexual, el 90 por ciento de ellas son mujeres.[9]
- Según un estudio de la Casa de la Mujer-Bogotá-se estima que entre 2001 y el 2009, 489.678 mujeres fueron víctimas de violencia sexual.[10]
- Solo entre enero y abril de 2017 han sido abusadas casi 22.000 según datos de Medicina Legal.[11]
- En 2016 solo una de cada 10 mujeres que sufrieron algún tipo de violencia denunciaron, según datos de la Fiscalía.[11]

## Día Nacional por la Dignidad de Víctimas de Violencia Sexual
En agosto de 2014 el presidente de Colombia Juan Manuel Santos decretó el 25 de mayo como el Día Nacional por la Dignidad de Víctimas de Violencia Sexual en el marco del Conflicto Armado Interno que se celebró por primera vez en 2015.  Mediante el Decreto 1480/2014, el Gobierno de Colombia fijó esta fecha, como acto de reparación individual y colectiva dirigido a aquellas mujeres que han sufrido el oprobio, la humillación y la violación de sus derechos a la libertad, la integridad y dignidad personal, por parte de quienes bajo el pretexto de la guerra, convierten sus cuerpos y sus vidas en “botines”, al servicio del ejercicio del poder armado. La fecha recuerda el 25 de mayo de 2000 día en el que la periodista colombiana Jineth Bedoya Lima fue secuestrada y violada.

## Festivales y foros por la vida de las mujeres
La campaña ha promovido diversos encuentros, foros y festivales relacionados con los derechos de las mujeres, la violencia de género y el reconocimiento de las supervivientes.
En mayo de 2016 se organizó el segundo Festival por la vida de las mujeres en Bogotá con las intervenciones de figuras como el cantautor argentino Diego Torres, la cantante y activista española Sole Giménez, la representante de ONU Mujeres, Belén Sanz Luque, Roberto Pombo, director de El Tiempo y Rafael Santos, rector de La Central.